# Jane E. Bartlett
Jane E. Bartlett (1839-1923) fue una retratista estadounidense.

## Biografía
Bartlett nació en Harmony, Maine. Estudió con William Morris Hunt en Boston a fines de la década de 1860. Desarrolló un estilo de retrato basado en los principios que él enseñó, incluido un enfoque espontáneo y la falta de detalles triviales. Vivió en Colorado y Minnesota antes de regresar a Boston en 1877, donde trabajó en un estudio en 17 South Russell Street hasta 1887.
Después de 1887, continuó pintando en Boston tanto en el Irvington Street Studio Building como en el Harcourt Building. En 1907, el Kansas State Agricultural College le encargó que pintara retratos de los presidentes de sus universidades.

## Premios y reconocimientos
Bartlett exhibió dos obras en la Exposición del Centenario de Filadelfia en 1876 y recibió una medalla de plata en la Feria de Mecánica de Massachusetts en 1880. Los críticos contemporáneos elogiaron a Bartlett por tener una "mano fresca y fuerte y una forma cordial y no afectada de ver y pintar las cosas", y por su "cabeza fuerte, audaz y masculina en un color no atormentado y un manejo seguro".
El retrato de Bartlett de la actriz Sarah Cowell Le Moyne se exhibe en el Museo de Brooklyn.